# Wałentyn Kłećkoj
Wałentyn Andrijowycz Kłećkoj (ukr. Валентин Андрійович Клецькой; ur. 11 stycznia 1986 w Kijowie) – ukraiński wioślarz.

## Osiągnięcia
- Mistrzostwa Świata Juniorów – Ateny 2003 – czwórka podwójna – 13. miejsce[1].
- Mistrzostwa Świata U-23 – Glasgow 2007 – czwórka podwójna – 8. miejsce[1].
- Mistrzostwa Świata – Poznań 2009 – ósemka – 8. miejsce[1].
- Mistrzostwa Europy – Brześć 2009 – ósemka – 2. miejsce[1].
- Mistrzostwa Europy – Montemor-o-Velho 2010 – ósemka – 3. miejsce[1].